# Lupinus madrensis
Lupinus madrensis är en ärtväxtart som beskrevs av Berthold Carl Seemann. Lupinus madrensis ingår i släktet lupiner, och familjen ärtväxter. Inga underarter finns listade i Catalogue of Life.